# Овезов, Николай Агамурадович
Николай Агамурадович Овезов — советский хозяйственный, государственный и политический деятель.

## Биография
Родился в 1933 году в Туркменской ССР. Член КПСС с 1953 года.
С 1955 года — на хозяйственной, общественной и политической работе. В 1955—1991 гг. — преподаватель Туркменского государственного университета им. А. М. Горького, работник КГБ при СМ Туркменской ССР, начальник отдела кадров КГБ при СМ Туркменской ССР по кадрам, заместитель председателя КГБ при СМ Туркменской ССР, 1-й заместитель председателя КГБ Туркменской ССР, Министр внутренних дел Туркменской ССР, уполномоченный по делам религиозных культов при Совете Министров Туркменской ССР.
Избирался депутатом Верховного Совета Туркменской ССР 11-го созыва.
Жил в Туркмении.